# Cattedrale della Dormizione (Mosca)
La cattedrale della Dormizione (in russo Успенский собор - Uspenskij sobor?), ufficialmente Cattedrale patriarcale della Dormizione della Santissima Madre di Dio (in russo Кафедральный патриарший собор Успения Пресвятой Богородицы?, Kafedralʾnyj patriarčij sobor Uspenija Presvjatoj Bogorodicy), è la chiesa madre del granducato di Moscovia: costruita tra il 1475 e 1479 dall'architetto italiano Aristotele Fioravanti si affaccia sulla piazza delle Cattedrali al Cremlino di Mosca.

## Storia e descrizione

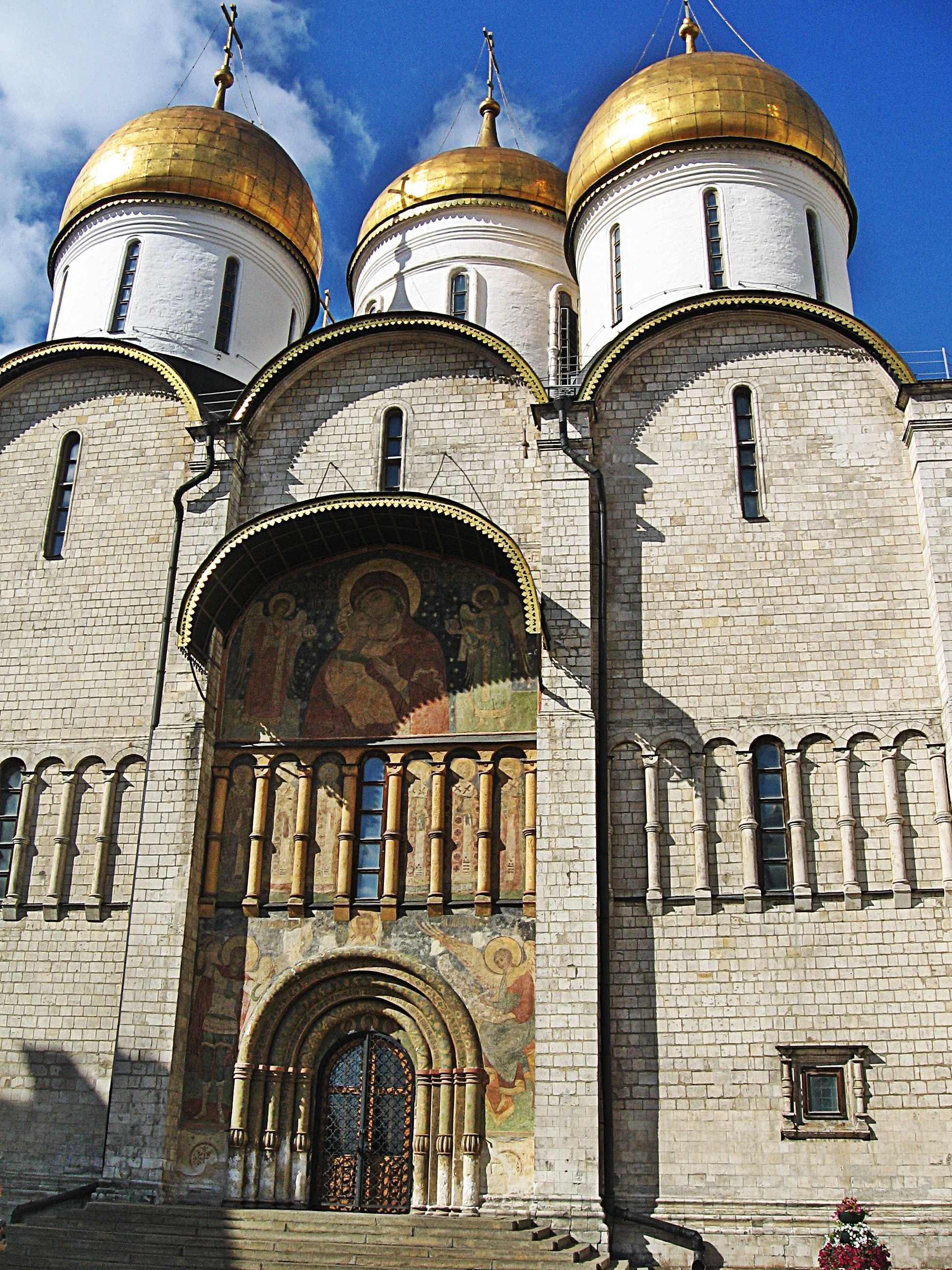
Gli affreschi della facciata.

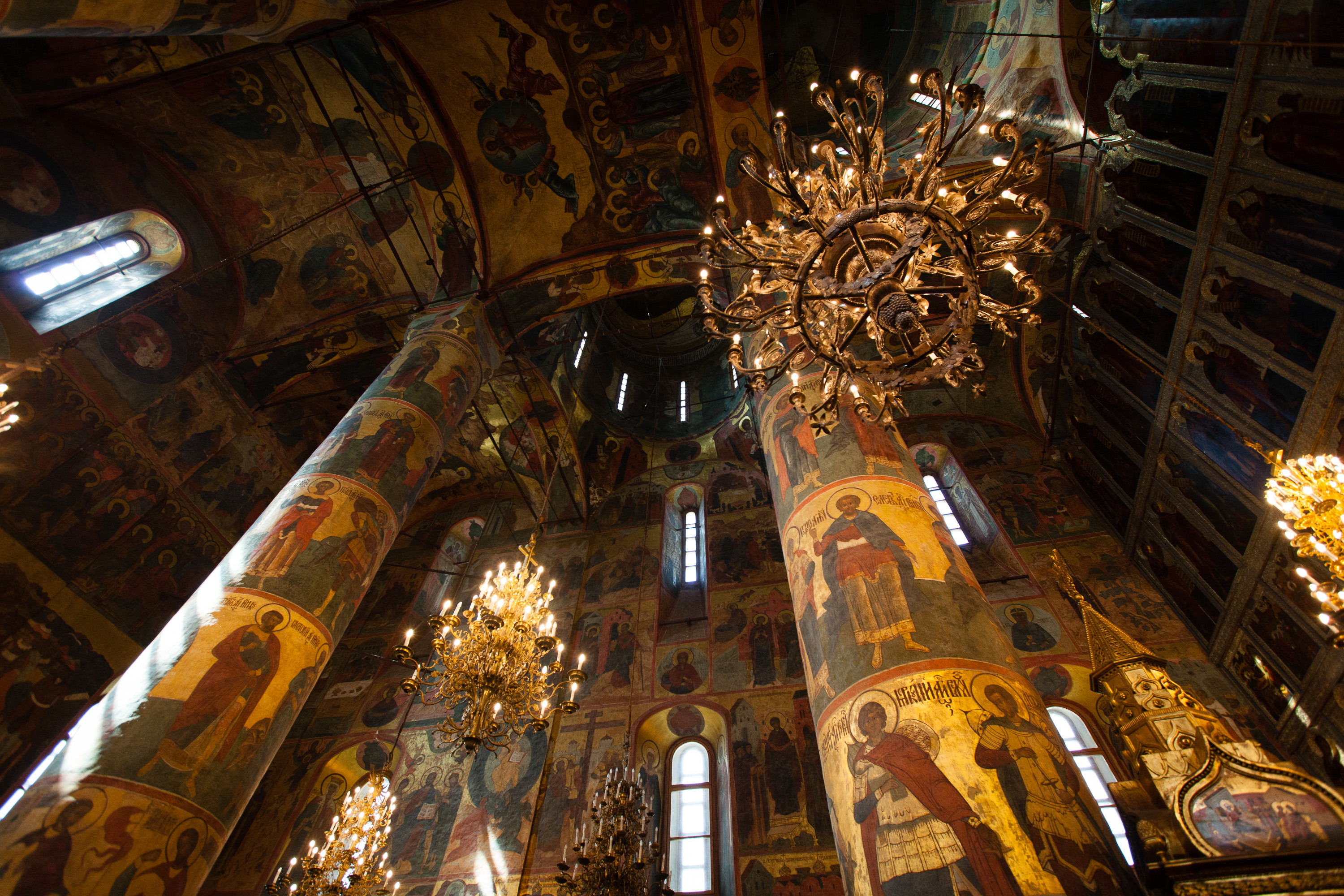
Veduta dell'interno.

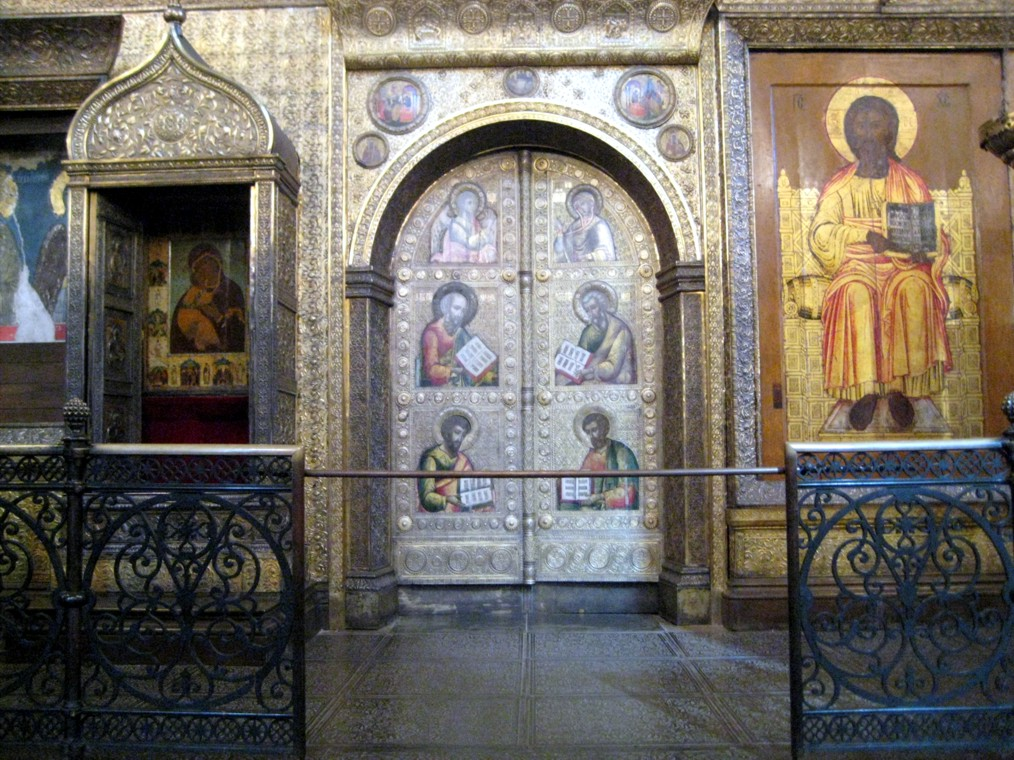
Particolare dell'iconostasi.

Nel XIV secolo il metropolita Pietro persuase Ivan I di Russia a costruire a Mosca una cattedrale dedicata alla Vergine, come l'omonima chiesa a Vladimir, capitale del regno. La costruzione iniziò il 4 agosto 1326 e l'anno seguente la città divenne capitale del Granducato di Moscovia. Per la fine del XV secolo la vecchia cattedrale era andata in rovina e nel 1472 gli architetti Kryvtsov e Myshkin di Pskov iniziarono i lavori per una nuova: due anni dopo, quasi terminata, crollò per un terremoto, evento estremamente raro a Mosca. Ivan III di Russia chiamò allora Aristotele Fioravanti, famoso architetto ed ingegnere di Bologna e gli affidò la costruzione da zero della chiesa, che avrebbe dovuto seguire la tradizione architettonica russa.
La cattedrale di Vladimir venne ancora una volta presa a modello per la costruzione: Fioravanti vi si recò per studiare i metodi russi di costruzione e progettò un edificio luminoso e spazioso con retaggi rinascimentali fusi alla tradizione russa. I lavori iniziarono nel 1475 e terminarono nel 1479, quando la nuova fu consacrata dal metropolita Gerontij. Gli interni sono decorati con affreschi ed icone, tra cui la Theotokos di Vladimir e la Blachernitissa.
Nel 1547 qui si svolse l'incoronazione del primo zar di Russia, Ivan il Terribile e a partire dal 1721 fu teatro di tutte le incoronazioni imperiali. Inoltre fu luogo dell'intronizzazione dei metropoliti e patriarchi della Chiesa ortodossa russa, che qui vengono sepolti: abolito il Patriarcato da Pietro il Grande, quando venne restaurato dopo la Rivoluzione di Febbraio nel 1917, il nuovo patriarca Tichon di Mosca in questa chiesa si intronizzò, come voleva la tradizione.
Dopo il trasferimento del governo sovietico a Mosca i servizi religiosi nelle cattedrali del Cremlino furono proibiti, nonostante una speciale messa pasquale nel 1918, concessa con l'approvazione di Lenin, oggetto di un quadro non terminato di Pavel Dmitriyevich Korin dal titolo Addio alla Russia.
Secondo una leggenda, nell'inverno del 1941, quando i Nazisti erano alle porte di Mosca, Stalin ordinò che una messa segreta fosse officiata nella cattedrale per chiedere la salvezza del paese. Nel 1990 la cattedrale è stata restituita alla Chiesa ortodossa russa e al culto, anche se al suo interno ospita un grande museo.